# 愛知県道340号細川豊田線

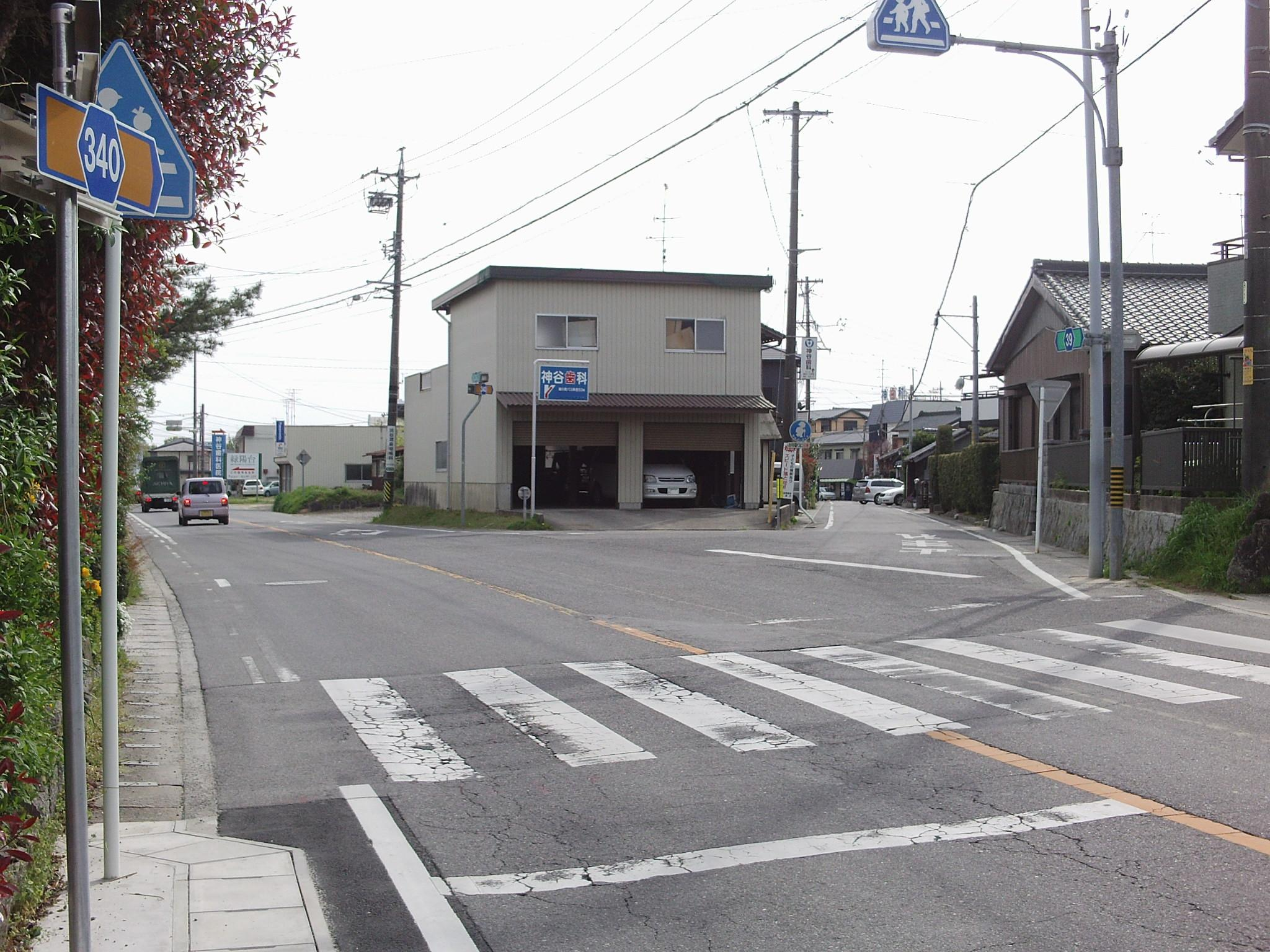
起点の細川町は入り組んだ路地を通るのに案内標識がほとんどないので分かりにくい。

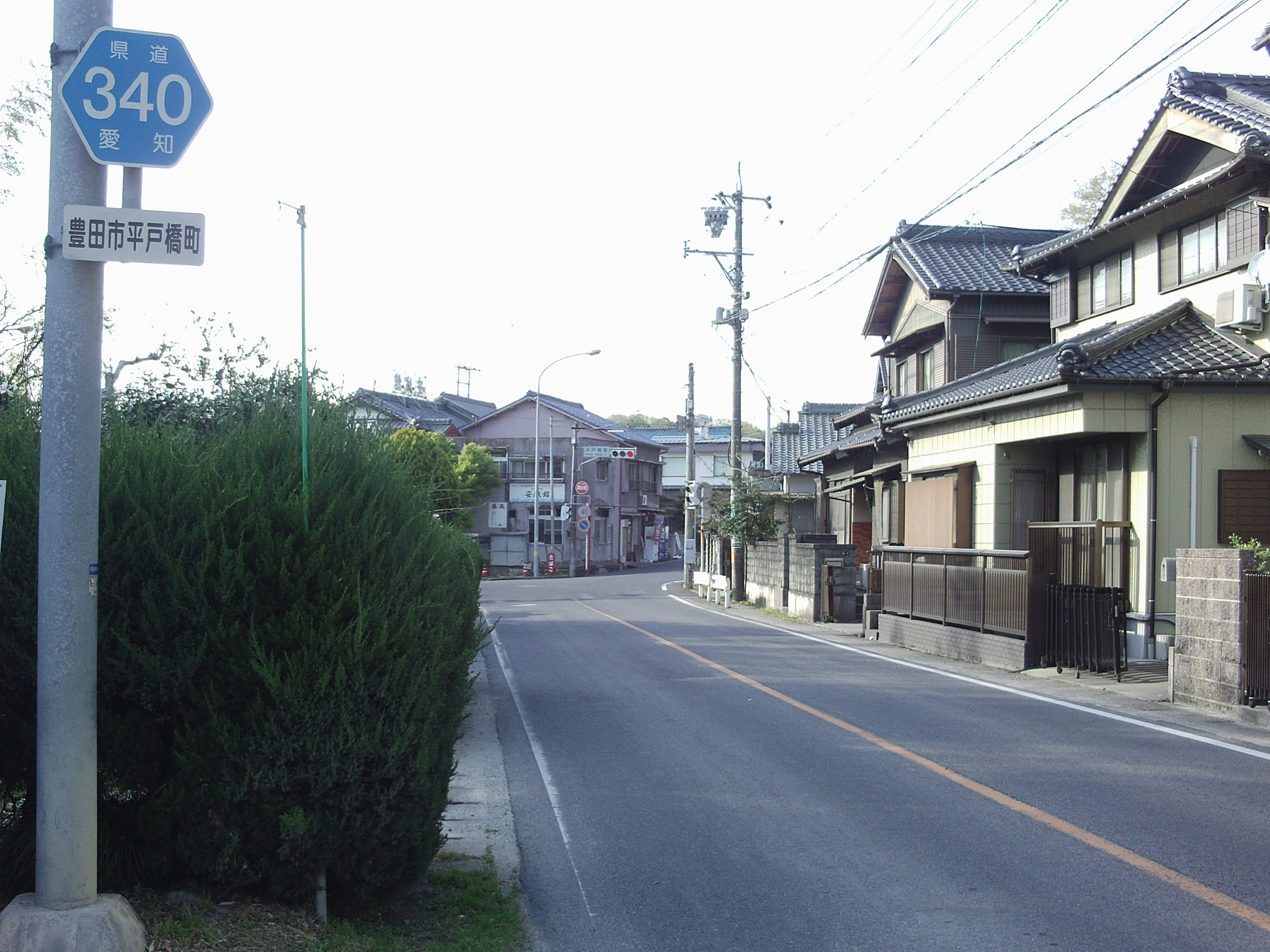
終点の平戸橋で飯田街道に合流する。

愛知県道340号細川豊田線 （あいちけんどう340ごう ほそかわとよたせん）は、愛知県岡崎市から豊田市に至る一般県道である。

## 概要

### 路線データ
- 起点：愛知県岡崎市細川町長原（愛知県道39号岡崎足助線交点）
- 終点：愛知県豊田市平戸橋町波岩（平戸橋西交差点、愛知県道11号豊田明智線、愛知県道58号名古屋豊田線交点）
- 延長：約12.3km

## 歴史

### 年表
- 1959年（昭和34年）12月15日：認定[1]
- 2020年（令和2年）3月31日：国道153号の路線変更に伴い、終点が平戸橋東交差点から平戸橋西交差点に変更される。（路線延長 約0.2km）[2]

## 地理

### 通過する自治体
- 愛知県
  - 岡崎市
  - 豊田市

### 接続する道路
- 愛知県道39号岡崎足助線（足助街道）
- 外環状線：愛知県道491号豊田環状線
- 豊田市道内環状線
- 豊田東西線・挙母街道：国道301号 重複区間（野見小学校西交差点・御立町8丁目交差点間）
- 愛知県道343号則定豊田線
- 愛知県道11号豊田明智線
- 愛知県道58号名古屋豊田線

### 沿線
- 豊田ライディングスクール
- 水源橋
- 豊田市立野見小学校
- 豊田市立高橋中学校
- 平戸橋